# Melanopareia elegans
Melanopareia elegans е вид птица от семейство Melanopareiidae.

## Разпространение
Видът е разпространен в Еквадор и Перу.